# Bollinger Everyman Wodehouse Prize
Il Bollinger Everyman Wodehouse Prize è un premio letterario britannico assegnato annualmente dal 2000 ad opere di letteratura umoristica, intitolato in onore di P. G. Wodehouse e sponsorizzato dall'azienda vinicola Champagne Bollinger e dalla casa editrice Everyman.
Il vincitore è annunciato nel mese di maggio durante l'Hay Literary Festival, riceve una cassa di champagne Bollinger e l'edizione Everyman delle opere di Wodehouse. A un esemplare di Gloucestershire Old Spot, la razza locale di maiale, viene dato come nome il titolo del romanzo vincitore.

## Albo d'oro
I vincitori sono indicati in grassetto. A seguire i finalisti.
- 2000: L'imbattibile Walzer (The Mighty Walzer) di Howard Jacobson
- 2001: La banda dei brocchi (The Rotters' Club) di Jonathan Coe
- 2002: Spies di Michael Frayn
  - The Gatekeeper di Terry Eagleton
  - Spencer's List di Lissa Evans
  - Are You Dave Gorman? di Dave Gorman
  - Thief of Time di Terry Pratchett
- 2003: Vernon God Little (Vernon God Little) di DBC Pierre
  - Dot in the Universe di Lucy Ellmann
  - Single senza pace (Don't You Want Me) di India Knight
  - Vita di Pi (Life of Pi) di Yann Martel
  - Ma come fa a far tutto? Vita impossibile di una mamma che lavora (I Don't Know How She Does It) di Allison Pearson
  - L'uomo autografo (The Autograph Man) di Zadie Smith
- 2004: Il pozzo delle trame perdute (The Well of Lost Plots) di Jasper Fforde
  - I penguini non vanno in vacanza (Penguin Lost) di Andrej Kurkov
  - Mio suocero, il gin e il succo di mango (These Foolish Things) di Deborah Moggach
  - Overtaken di Alexei Sayle
- 2005: Breve storia dei trattori in lingua ucraina (A Short History of Tractors in Ukrainian) di Marina Lewycka
  - Cucinare col Fernet Branca (Cooking with Fernet Branca) di James Hamilton-Paterson
  - Mr Vogel di Lloyd Jones
  - Happy Accidents di Tiffany Murray
  - Going Postal di Terry Pratchett
  - The Unbearable Lightness of Being in Aberystwyth di Malcolm Pryce
- 2006: All Fun and Games until Somebody Loses an Eye di Christopher Brookmyre
- 2007: Pesca al salmone nello Yemen (Salmon Fishing in the Yemen) di Paul Torday
- 2008: Una sfortunata mattina di mezza estate (The Butt) di Will Self
  - La sovrana lettrice (The Uncommon Reader) di Alan Bennett
  - Pontoon di Garrison Keillor
  - Piccole indagini sotto il pelo dell'acqua (Submarine) di Joe Dunthorne
  - Jude il candido (Jude: Level 1) di Julian Gough
  - Sunday at the Cross Bones di John Walsh
- 2009: Amore a Venezia, morte a Varanasi (Jeff in Venice, Death in Varanasi) di Geoff Dyer
  - A Snowball in Hell di Christopher Brookmyre
  - Una parte del tutto (A Fraction of the Whole) di Steve Toltz
- 2010: Solar di Ian McEwan
  - Skippy muore (Skippy Dies) di Paul Murray
  - Diamond Star Halo di Tiffany Murray
  - Un giorno di David Nicholls
  - From Aberystwyth with Love di Malcolm Pryce
- 2011: Storia d'amore vera e supertriste (Super Sad True Love Story) di Gary Shteyngart
  - Serious Men di Manu Joseph
  - Comfort and Joy di India Knight
  - The Coincidence Engine di Sam Leith
  - Ultime notizie da casa tua (The News Where You Are) di Catherine O'Flynn
- 2012: Snuff di Terry Pratchett[1]
  - Jude in London di Julian Gough[2]
  - Pepsy road (Capital) di John Lanchester
  - The Man Who Forgot His Wife di John O'Farrell
  - The Woman Who Went to Bed for a Year di Sue Townsend
- 2013: Prendete mia suocera (Zoo Time) di Howard Jacobson[3]
  - England's Lane di Joseph Connolly
  - Lightning Rods di Helen DeWitt
  - Skios di Michael Frayn
  - Heartbreak Hotel di Deborah Moggach
- 2014: Senza parole (Lost for Words) di Edward St Aubyn[4]
  - Jeeves and the Wedding Bells di Sebastian Faulks
  - Bridget Jones. Un amore di ragazzo (Bridget Jones: Mad About the Boy) di Helen Fielding
  - L'ultima parola (The Last Word) di Hanif Kureishi
  - Maschio bianco etero (Straight White Male) di John Niven
  - Il Gruppo (The Thrill of it All) di Joseph O'Connor
- 2015: Fatty O'Leary's Dinner Party di Alexander McCall Smith
  - Come diventare una ragazza (How to Build a Girl) di Caitlin Moran
  - The Dog di Joseph O'Neill
  - Un uomo al timone (Man at the Helm) di Nina Stibbe
  - Godetevi la corsa (A Decent Ride) di Irvine Welsh
- 2016: The Mark and the Void di Paul Murray ex aequo con The Improbability of Love di Hannah Rothschild
  - Lo schiavista (The Sellout) di Paul Beatty
  - The Lubetkin Legacy di Marina Lewycka
  - There's Only Two David Beckhams di John O'Farrell
- 2017: Bridget Jones's baby. I diari (Bridget Jones’s Baby: The Diaries) di Helen Fielding
  - Razor Girl di Carl Hiaasen
  - To Be Continued... di James Robertson
  - Everybody's Fool di Richard Russo
  - Casa Paradiso (Paradise Lodge) di Nina Stibbe
  - Here Comes Trouble di Simon Wroe
- 2018: Non assegnato[5]
- 2019:  Reasons to be Cheerful di Nina Stibbe
  - Vacuum in the Dark di Jen Beagin
  - In at the Deep End di Kate Davies
  - Charlie Savage di Roddy Doyle
  - Old Baggage di Lissa Evans
  - Francis Plug: Writer in Residence di Paul Ewen
- 2020: Flake di Matthew Dooley[6]
  - Nobber di Oisín Fagan
  - Rules for Visiting di Jessica Francis Kane
  - Tempo variabile (Weather) di Jenny Offill
  - 46% Better than Dave di Alastair Puddick
  - House of Trelawney di Hannah Rothschild
- 2021: The Accidental Collector di Guy Kennaway[7]
  - Ghosts di Dolly Alderton
  - Between Beirut and the Moon di A. Naji Bakhti
  - Destination Wedding di Diksha Basu
  - Temporary di Hilary Leichter
  - Fake Accounts di Lauren Oyler
- 2022: The Trees di Percival Everett[8]
  - The Echo Chamber di John Boyne
  - The Other Black Girl di Zakiya Dalila Harris
  - Again, Rachel di Marian Keyes
  - Are We Having Fun Yet? di Lucy Mangan
  - Harrow di Joy Williams
  - Impossible di Sarah Lotz
  - Last Resort di Andrew Lipstein
  - One Day I Shall Astonish The World di Nina Stibbe
  - La casa sulla collina (Our Country Friends) di Gary Shteyngart
  - The Lock In di Phoebe Luckhurst
  - L'uomo che morì due volte (The Man Who Died Twice) di Richard Osman
- 2023: The Satsuma Complex di Bob Mortimer[9]
  - Teen Couple Have Fun Outdoors di Aravind Jayan
  - Didn't Nobody Give a Shit What Happened to Carlotta di James Hannaham
  - Mother Hens di Sophie McCartney
  - Darling di India Knight
  - Murder at Crime Manor di Fergus Craig
- 2024: Eroi senza gloria (Glorious Exploits) di Ferdia Lennon[10]
  - Avete presente l'amore? (Good Material) di Dolly Alderton
  - Il ministero del tempo (The Ministry of Time) di Kaliane Bradley
  - A Beginner's Guide to Breaking and Entering di Andrew Hunter Murray
  - La variabile Rachel (The Rachel Incident) di Caroline O'Donoghue
  - Tu sei qui (You Are Here) di David Nicholls
  - High Vaultage di Jen Sugden e Chris Sugden